# Nacionalismo navarro

Escudo de Navarra

El nacionalismo navarro es un movimiento que reivindica a Navarra como nación.

## Historia
El nacionalismo navarro surge como un conjunto de planteamientos independentistas, diferenciados de los postulados del nacionalismo vasco tradicional, que pretenden establecer un Estado soberano para Navarra, ya que ven un precedente histórico en los reinos medievales; o cuando menos consideran que hay que darle más importancia a Navarra dentro de Euskal Herria, como territorio fundador del mismo.
Aun siendo un movimiento minoritario, tiene sectores diferenciados entre sí. Algunos son más próximos a la izquierda abertzale, con una ideología cercana al nacionalismo vasco; otros son moderados, que quieren una concesión de soberanía a Navarra más pausada y controlada; y también existe un sector vinculado a la derecha política. Estos últimos, tras la Ley Paccionada Navarra (1841) y la dictadura de Francisco Franco (1936-1978), son más partidarios del foralismo, siendo en el País Vasco un sector vinculado a los planteamientos del PNV.